# Reacció de Friedel-Crafts
Les reaccions de Friedel-Crafts són un conjunt de reaccions desenvolupades per Charles Friedel i James Crafts el 1877. Hi ha dos tipus principals de reacció: alquilació i acilació. Aquesta és una reacció de substitució electròfila aromàtica. La forma generalitzada d'aquesta reacció és:
on R és un grup alquil o acil.

## Alquilació de Friedel-Crafts
L'alquilació de Friedel-Crafts es dona entre un anell aromàtic i un halur d'alquil, amb un àcid de Lewis fort com a catalitzador.
Aquesta reacció, però, té dos inconvenients. D'una banda, el mecanisme que segueix la reacció fa que es produeixin transposicions en l'alquil. D'altra banda el compost format és més reactiu (més nucleòfil) que el producte de partida, la qual cosa pot causar polialquilacions.

## Acilació de Friedel-Crafts
L'acilació de Friedel-Crafts es dona entre un anell aromàtic i un halur d'acil (habitualment, un clorur) en presència d'un àcid de Lewis com a catalitzador, normalment un halur d'alumini (AlCl₃, per exemple).
Aquesta reacció dona resposta als problemes que presenta l'acilació, tant pel que fa a la transposició com a la reactivitat.